# Kruisiging (Bramantino)
De Kruisiging (Italiaans: Crocifissione) is een schilderij van Bramantino uit circa 1510-12. Sinds 1806 maakt het schilderij deel uit van de collectie van de Pinacoteca di Brera in Milaan.

## Voorstelling
Het schilderij is verdeeld in twee lagen: een hemelse bovenlaag en een aardse onderlaag. Bovenaan is Christus aan het kruis te zien, geflankeerd door de twee dieven, die op gedurfde wijze zijn verkort. Naast Christus knielen een zegenende engel en een duivel op twee wolken. Zij staan symbool voor het lot van de twee dieven.
De zon en maan, met menselijke gezichten, zijn getuige van de tragedie en verwijzen naar de zonsverduistering tijdens Christus' dood. Ze kunnen ook de overwinning van licht over duisternis, de dubbele aard van Christus als goddelijk en menselijk of het Oude en Nieuwe Testament symboliseren. De plaquette bovenaan het kruis draagt de inscriptie 'Jezus van Nazareth Koning der Joden' in drie talen, Hebreeuws, Latijn en Grieks. De schedel aan de voet van het kruis is van Adam, die volgens de legende begraven werd op Golgotha, wat 'schedelplaats' betekent.
Op de voorgrond zijn de personen te zien die traditioneel worden weergegeven bij de kruisiging. Ze dragen volumineuze gewaden. Links is Maria afgebeeld die bijna flauwvalt, ondersteund door Maria Salome en Maria Cleophas. Maria Magdalena houdt haar armen omhoog naar het kruis, een motief uit de vijftiende eeuw. Rechts naast haar staat de huilende apostel Johannes en een imposante figuur in een geel gewaad, mogelijk Nicodemus of Jozef van Arimathea. De man met krullend haar uiterst rechts die naar de toeschouwer kijkt, lijkt een zelfportret te zijn.
De achtergrond toont een denkbeeldig Jeruzalem, sterk geïnspireerd op oude Romeinse monumenten. Het torenachtige gebouw rechts tussen de kruizen lijkt op het Trivulzio-mausoleum, dat Bramantino rond 1512 ontwierp. Het schilderij kenmerkt zich door Bramantino's interesse in de plastische weergave van lichamen, stoffen en lichteffecten, zoals te zien is in de bijna metaalachtige schedel onderaan het tafereel, een typisch memento mori.

## Herkomst
Het monumentale altaarstuk is het grootste bewaard gebleven schilderij van de kunstenaar. Het werd in 1806 opgenomen in de Pinacoteca di Brera in Milaan, toen nog als werk van Bramante. De herkomst en oorspronkelijke locatie van het werk zijn echter onbekend. Het zou afkomstig kunnen zijn uit de kerk van Santa Maria in Brera, die werd afgebroken om plaats te maken voor het museum, of de kathedraal van Milaan. Het werk dateert van na Bramantino's terugkeer uit Rome, toen hij een bijzonder gevoel voor architectonische achtergronden ontwikkelde, wat hier duidelijk tot uiting komt.
De ongebruikelijke iconografie houdt mogelijk verband met de religieuze hervormingsbewegingen die in Milaan circuleerden tijdens de bezetting door de Fransen (later tegengewerkt door Carolus Borromeus en de Contrareformatie). Het werk zou gemaakt kunnen zijn in opdracht van maarschalk Gian Giacomo Trivulzio, de gouverneur van de stad namens de Fransen in die tijd, voor wie Bramantino meer kunstwerken heeft gemaakt.

## Afbeeldingen

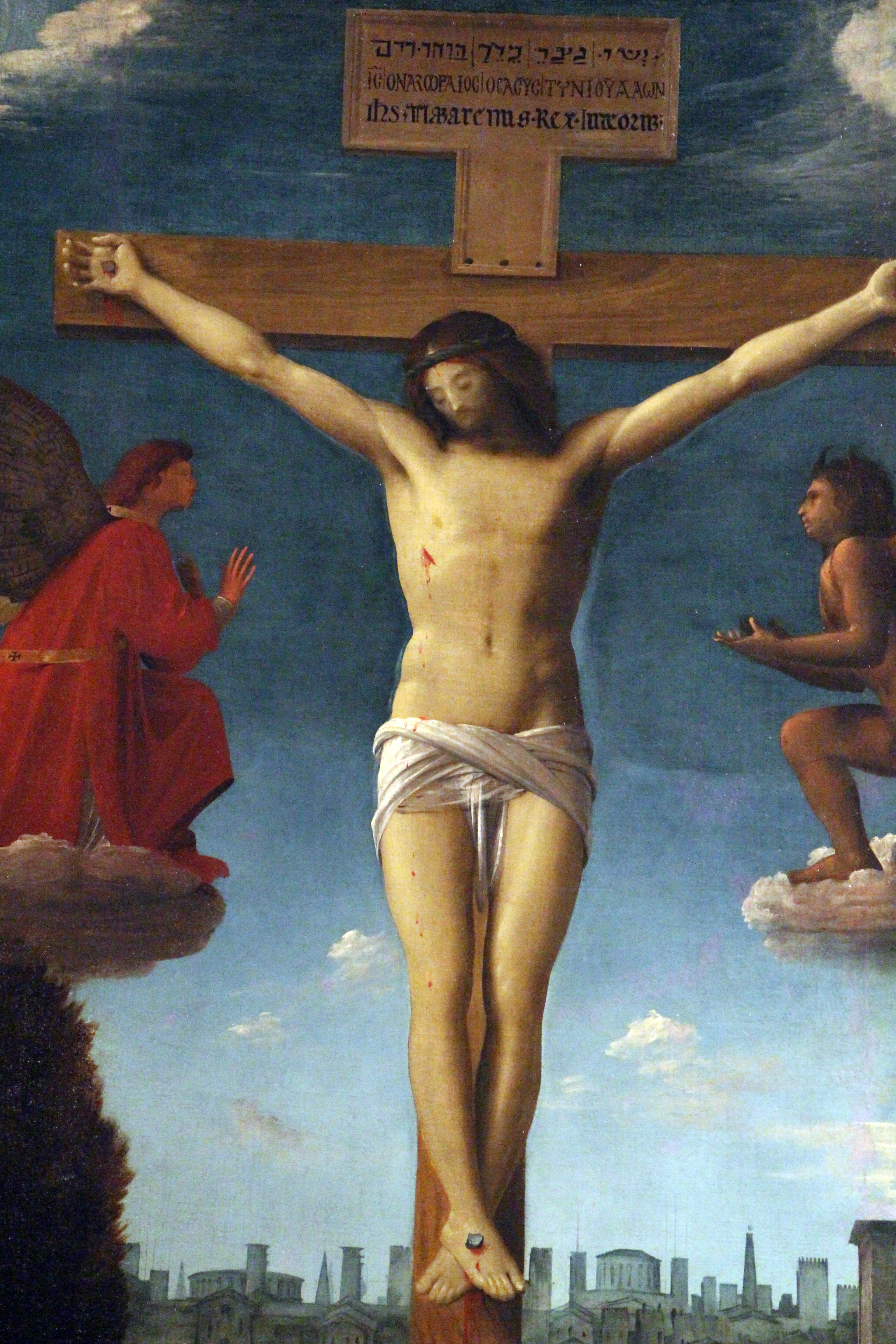
Detail
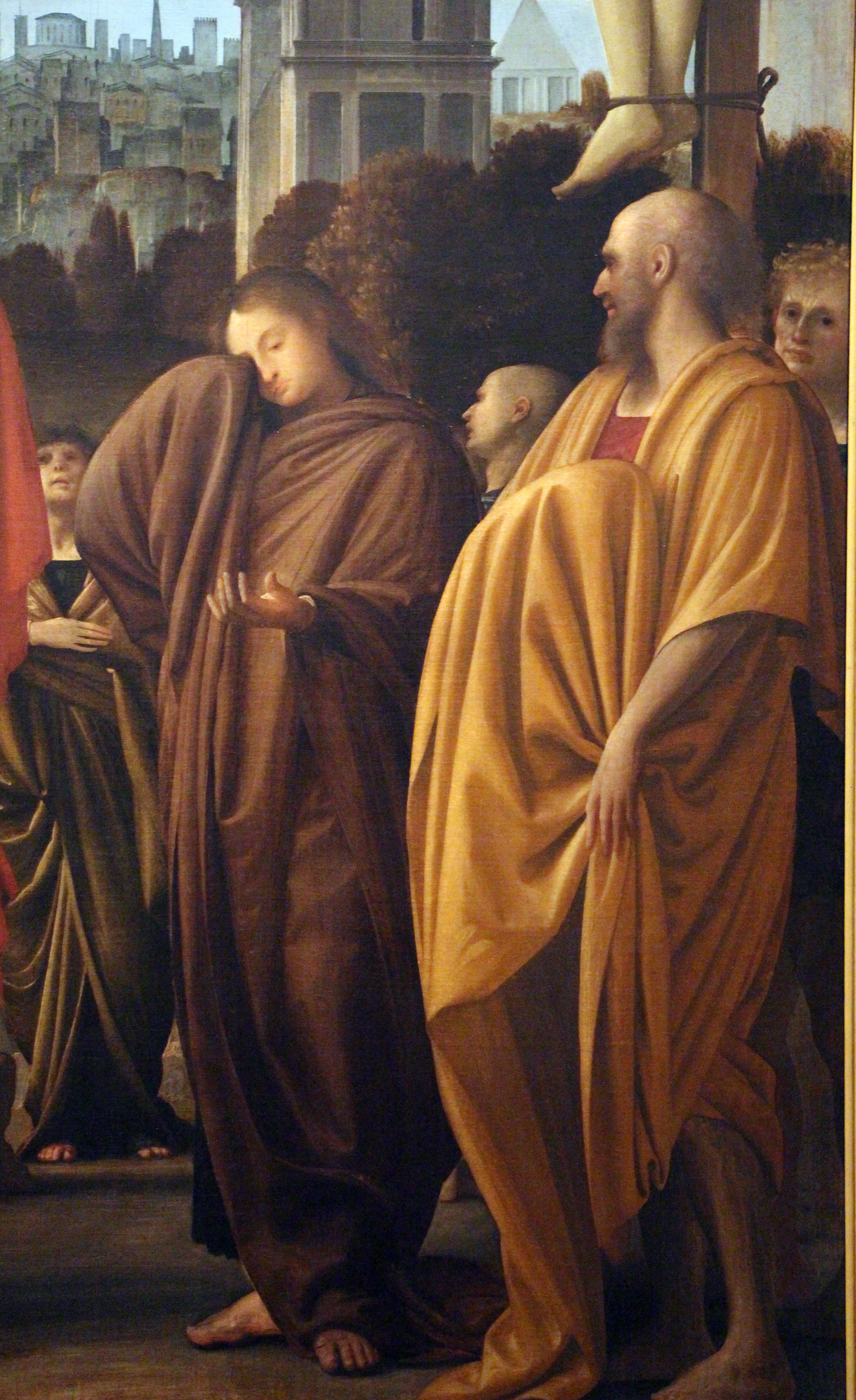
Detail